# Apex (film)
Apex è un film statunitense del 2021 diretto da Ed Drake.

## Trama
Un gruppo di cacciatori capitanato dall'ex poliziotto James Malone pagano per dare la caccia ad un criminale su un'isola deserta.